# موردانو
موردانو (بالإيطالية: Mordano)‏ هي بلدية في مقاطعة بولونيا في إقليم إميليا رومانيا الإيطالي.

## السكان
في سنة 1861 بلغ عدد السكان 2٬837 نسمة، وتطور العدد ليصل في سنة 2011 لـ 4٬644 نسمة.
يظهر هذا المخطط البياني تطور النمو السكاني لـ موردانو